# Dorothy Round
Dorothy Edith Round Little (* 13. Juli 1908 in Dudley, England; † 12. November 1982 in Kidderminster) war eine englische Tennisspielerin.
Ihr Durchbruch kam nach dem Ende der Ära der achtfachen Wimbledon-Siegerin Helen Wills Moody gegen die sie 1933 das Wimbledon-Finale noch verlor.  1934 und 1937 gewann sie das dann und dazwischen 1935 auch die Australischen Meisterschaften. Außerdem siegte sie 1934 bis 1936 in Wimbledon im Mixed, zunächst mit dem Japaner Ryuki Miki, dann zweimal mit ihrem Landsmann Fred Perry.
Am 2. September 1937 heiratete sie Douglas Leigh Little in Dudley.
Weltranglistenplatzierungen
- 1933: #3
- 1934: #1
- 1935: #6
- 1936: #3
- 1937: #2